# قائمة أكبر الشركات التايلندية
تسرد هذه المقالة أكبر الشركات في تايلاند من حيث إيراداتها وصافي أرباحها وإجمالي أصولها، وفقًا لمجلات الأعمال الأمريكية فورتشن و فوربس .

## الشركات التايلاندية في قائمة فووتشن 2019
تعرض هذه القائمة جميع الشركات التايلاندية في فورتشن غلوبال 500، والتي تصنف أكبر الشركات في العالم من حيث الإيرادات السنوية. الأرقام الواردة أدناه معطاة بملايين الدولارات الأمريكية وهي خاصة بالسنة المالية 2018.  كما تم إدراج المقر الرئيسي وصافي الربح وعدد الموظفين وقطاع الصناعة لكل شركة. كان هناك شركة تايلاندية واحدة في إصدار 2019.
| الترتيب على تايلاند | الترتيب العالمي فورتشن 500 | الشركة                        | صناعة        | الإيراد (بالملايين) | أرباح (بالملايين) | الموظفون | مقر    |
| ------------------- | -------------------------- | ----------------------------- | ------------ | ------------------- | ----------------- | -------- | ------ |
| 1                   | 130                        | شركة بي تي تي العامة المحدودة | النفط والغاز | 72,307              | 3,704             | 26,613   | بانكوك |

## الشركات التايلاندية في قائمة فوربس 2019
تستند هذه القائمة إلى فوربس غلوبال 2000، والتي تصنف أكبر 2000 شركة مساهمة عامة في العالم، تأخذ قائمة فوربس في الاعتبار العديد من العوامل، بما في ذلك الإيرادات وصافي الربح وإجمالي الأصول والقيمة السوقية لكل شركة؛ حيث يتم إعطاء كل عامل مرتبة مرجحة من حيث الأهمية عند النظر في الترتيب العام. يسرد الجدول أدناه المقر الرئيسي وقطاع الصناعة لكل شركة. الأرقام بمليارات الدولارات الأمريكية وهي للسنة المالية 2018. 
| الترتيب على تايلاند | الترتيب العالمي فوربس 2000 | الشركة                        | المقر  | الإيراد (بالمليارات) | الأرباح (بالمليارات) | الأصول (بالمليارات) | القيمة (بالمليارات) | الصناعة             |
| ------------------- | -------------------------- | ----------------------------- | ------ | -------------------- | -------------------- | ------------------- | ------------------- | ------------------- |
| 1                   | 165                        | شركة بي تي تي العامة المحدودة | بانكوك | 72.3                 | 3.7                  | 74.8                | 43.8                | النفط والغاز        |
| 2                   | 632                        | Siam Commercial Bank          | بانكوك | 7.1                  | 1.2                  | 97.9                | 13.7                | البنوك              |
| 3                   | 648                        | Siam Cement Group             | بانكوك | 14.8                 | 1.4                  | 18.1                | 17.3                | مواد البناء         |
| 4                   | 669                        | Kasikornbank                  | بانكوك | 6.0                  | 1.2                  | 96.9                | 14.5                | البنوك              |
| 5                   | 756                        | Bangkok Bank                  | بانكوك | 5.3                  | 1.1                  | 95.7                | 12.5                | البنوك              |
| 6                   | 834                        | PTT Global Chemical           | بانكوك | 16.0                 | 1.2                  | 14.4                | 9.8                 | الصناعات الكيميائية |
| 7                   | 881                        | CP All                        | بانكوك | 15.7                 | 0.6                  | 11.5                | 21.7                | تجارة التجزئة       |
| 8                   | 972                        | Krung Thai Bank               | بانكوك | 4.9                  | 0.9                  | 84.3                | 8.5                 | البنوك              |
| 9                   | 1044                       | ThaiBev                       | بانكوك | 7.9                  | 0.7                  | 12.8                | 15.3                | المشروبات           |
| 10                  | 1202                       | Indorama Ventures             | بانكوك | 10.7                 | 0.8                  | 11.6                | 8.4                 | الصناعات الكيميائية |
| 11                  | 1206                       | Airports of Thailand PCL      | بانكوك | 1.9                  | 0.8                  | 5.8                 | 30.9                | النقل               |
| 12                  | 1211                       | Advanced Info Service         | بانكوك | 5.3                  | 0.9                  | 8.9                 | 17.9                | الاتصالات           |
| 13                  | 1220                       | Charoen Pokphand Foods        | بانكوك | 16.8                 | 0.5                  | 19.3                | 4.6                 | صناعة الغذاء        |
| 14                  | 1988                       | Thanachart Capital            | بانكوك | 2.1                  | 0.2                  | 32.6                | 2.0                 | البنوك              |
| 15                  | 1996                       | Thai Oil                      | بانكوك | 12.0                 | 0.3                  | 8.3                 | 4.6                 | النفط والغاز        |